# Saint-Genest (Vosgos)
 Saint-Genest  es una población y comuna francesa, en la región de Lorena, departamento de Vosgos, en el distrito de Épinal y cantón de Rambervillers.

## Demografía
| 121 | 120 | 110 | 109 | 108 | 126 |
| Para los censos de 1962 a 1999 la población legal corresponde a la población sin duplicidades (Fuente: INSEE [Consultar]) |     |     |     |     |     |